# Oláh Károly (zeneszerző)
Oláh Károly (Szatmár, 1841. –  Nagykőrös, 1900. július 10.) magyar zeneszerző, a nagykőrösi református tanítóképző igazgató-tanára.

## Életpályája
A középiskolát szülőföldjén kezdte és gimnázium elvégeztével Debrecenbe ment a felsőbb tudományok hallgatása végett, ugyanitt végezte a bölcseleti osztályokat is. 1864-ben Derecskén lett kántor és orgonista. Még abban az évben a nagykőrösi református képezdéhez hívták meg zenetanárnak. Oláh Károly később az intézmény igazgató-tanára lett.
Zenepedagógiai cikkeket és leveleket írt a Zenészeti Lapokba, melynek rendes munkatársa volt; írt az Apolló czímű zenemű-folyóiratba is, hol több népdala zongorakisérettel, elő-utójátékok orgonára és egy férfi négyese jelent meg; az Orpheusban Száll a felhő c. népdala mint pályamunka első díjjal jutalmaztatott; a Protestáns Egyházi és Iskola Lapban (1887. könyvism.).

## Művei
- Templomi és temetési karénekek (Budapest, 1875, 1876)
- Egyházi énektár (ugyanott,  1878)
- Az orgonaépítészet története (uo., 1879)
- Gyakorlókönyv a népiskolai énektanításhoz (uo., 1880)
- Énekgyakorlatok, Carpentier és Panseron után (1883)
- Rövid vezérfonal a népiskolai énektanításhoz (1884)